# 大成村 (愛媛県)
大成村（おおなるむら）は、愛媛県喜多郡にあった村。現在の大洲市成能・森山にあたる。

## 地理
- 河川：肱川、小田川、橡元川

## 歴史
- 1889年（明治22年）12月15日 - 町村制の施行により、成能村・森山村の区域をもって発足。
- 1921年（大正10年）11月1日 - 蔵川村と合併して大川村が発足。同日大成村廃止。